# A Sea Symphony
A Sea Symphony è una composizione per orchestra e coro di Ralph Vaughan Williams, scritta tra il 1903 e il 1909. La prima e più lunga sinfonia di Vaughan Williams, fu eseguita per la prima volta al Festival di Leeds nel 1910, con la direzione del compositore. La maturità della sinfonia smentisce la relativa giovinezza del compositore quando fu scritta (aveva 30 anni quando iniziò ad abbozzarla per la prima volta). A Sea Symphony è una delle prime sinfonie in cui un coro viene utilizzato per tutto il lavoro ed è parte integrante della trama musicale; ha contribuito a gettare le basi per una nuova era della musica sinfonica e corale in Gran Bretagna durante la prima metà del XX secolo. L'opera viene talvolta definita Sinfonia n. 1.

## Storia
Dal 1903 al 1909 Ralph Vaughan Williams lavorò a intermittenza su una serie di canzoni per coro e orchestra che sarebbero diventate il suo progetto più lungo fino ad oggi e la sua prima vera sinfonia. Originariamente intitolato The Ocean, A Sea Symphony, fu rappresentato per la prima volta nel 1910 al Festival di Leeds in occasione del 38º compleanno del compositore. Questo è generalmente citato come il suo primo lavoro su larga scala; anche se Grove elenca altre 16 opere orchestrali composte da Vaughan Williams prima di aver completato A Sea Symphony, tra cui due con coro, la stragrande maggioranza di queste sono juvenilia o lavori da principiante, mai pubblicate e sono state da tempo ritirate dalla circolazione. Vaughan Williams però non aveva mai tentato prima un'opera di questa durata, o per forze orchestrali e corali così grandi ed era prima di quelle che alla fine sarebbero state le sue nove sinfonie. Come Brahms, Vaughan Williams ritardò molto tempo prima di comporre la sua prima sinfonia, ma rimase prolifico fino alla fine della sua vita: la sua sinfonia finale fu composta tra il 1956 e il 1958 e completata all'età di 85 anni.

## Struttura
Con circa 70 minuti, ''A Sea Symphony'' è la più lunga di tutte le sinfonie di Vaughan Williams. Sebbene rappresenti un allontanamento dalla tradizione sinfonica tedesca dell'epoca, segue un profilo sinfonico abbastanza standard: movimento introduttivo veloce, movimento lento, scherzo e finale. I quattro movimenti sono:
- Una canzone per tutti i mari, tutte le navi (baritono, soprano e coro). Moderato maestoso (re maggiore)
- Sulla spiaggia di notte, da solo (baritono e coro). Largo Sostenuto (mi minore)
- Scherzo: le onde (coro). Largo Sostenuto (mi minore)
- Gli esploratori (baritono, soprano, semi-coro e coro). Grave e molto adagio - Allegro animato (mi♭ maggiore)

Il primo movimento dura circa venti minuti; i movimenti interni durano circa undici e otto minuti e il finale dura circa trenta minuti.

## Testo
Il testo di A Sea Symphony proviene da Foglie d'erba di Walt Whitman. Sebbene le poesie di Whitman fossero poco conosciute in Inghilterra all'epoca, Vaughan Williams era attratto da esse per la loro capacità di trascendere le prospettive sia metafisiche che umanistiche. L'uso di Whitman del verso libero stava anche iniziando a creare onde nel mondo compositivo, dove la fluidità della struttura stava cominciando ad essere più attraente delle tradizionali impostazioni metriche del testo. Vaughan Williams adatta sezioni delle seguenti poesie in A Sea Symphony:
- Mov. 1: “Song of the Exposition” e “Song for all Seas, all Ships"
- Mov. 2: "On the Beach at Night Alone"
- Mov. 3: "After the Sea-ship", preso nella sua interezza
- Mov. 4: "Passage to India"

## Analisi musicale

### Orchestrazione
La sinfonia è scritta per soprano, baritono, coro e una grande orchestra composta da:
- Legni: due flauti, ottavino, due oboi, corno inglese, due clarinetti, clarinetto mi bemolle, clarinetto basso, due fagotti, controfagotto
- Ottoni: quattro corni, tre trombe, tre tromboni, tuba
- Percussioni: timpani (fa diesis 2 – fa 3), rullante, grancassa, triangolo, piatto sospeso, piatti crash
- Organo
- Strumenti ad arco: due arpe e archi.

Per facilitare più esecuzioni dell'opera, la partitura comprende anche la possibilità che possa essere eseguita da un'orchestra ridotta di due flauti (secondo raddoppiato dall'ottavino), un oboe, corno inglese, due clarinetti, due fagotti, quattro corni, tre trombe, tre tromboni, tuba, timpani, percussioni, un'arpa e archi.
Il coro canta in tutti e quattro i movimenti. Entrambi i solisti sono presenti nel primo e nell'ultimo movimento, mentre solo il baritono canta nel secondo movimento. Lo scherzo è solo per il coro e l'orchestra.

### Influenze
Ci si aspettano passaggi comparabili con Stanford, Parry ed Elgar, come nell'articolo di Grove. Non solo i quattro scrivevano nella stessa epoca e nello stesso paese, Vaughan Williams aveva studiato con Stanford e Parry al Royal College of Music (RCM) e i suoi preparativi per la composizione di A Sea Symphony avevano riguardato anche lo studio di entrambe le Enigma Variations di Elgar (1898–99) e il suo oratorio Il sogno di Geronte (1900).
A Sea Symphony è tra i più noti di una serie di pezzi legati al mare scritti nello stesso periodo in Inghilterra, alcuni dei più famosi dei quali sono Songs of the Sea di Stanford (1904) e Songs of the Fleet (1910) ,  Sea Pictures di Elgar (1899) e The Sea di Frank Bridge (1911). Anche La Mer di Debussy (1905) potrebbe essere stata importante in questa evidente ossessione nautica.
Vaughan Williams studiò con Ravel per tre mesi a Parigi nell'inverno 1907-1908. Sebbene lavorasse principalmente sull'orchestrazione, questo doveva fornire un bel contrasto con la tradizione germanica tramandata da Stanford e Parry all'RCM, e forse iniziò a dare a Vaughan Williams un maggiore senso del colore e una libertà di spostare gli accordi come unità di blocco. La sua parzialità verso le relazioni mediate, un motivo armonico unificante di A Sea Symphony, potrebbe essere stata in qualche modo liberato da questi studi e questa relazione armonica è ora considerata sintomatica del suo stile in generale. A Sea Symphony utilizza anche sia scale pentatoniche che intere, ora spesso considerate caratteristiche idiomatiche della musica francese del periodo. Quasi certamente questa musica era nella mente di Vaughan Williams quando finì di lavorare su A Sea Symphony nel 1908–1909, ma Ravel gli tributò il grande complimento di chiamarlo "l'unico dei miei studenti che non scrive la mia musica".

### Motivi
Musicalmente A Sea Symphony contiene due forti motivi unificanti. Il primo è il motivo armonico di due accordi (di solito uno maggiore e uno minore) le cui radici sono lontane una terza. Questa è la prima cosa che accade nella sinfonia; la fanfara degli ottoni è un accordo di si bemolle minore, seguito dal coro che canta lo stesso accordo, cantando Behold, the sea (Ecco, il mare). L'orchestra completa entra quindi nella parola mare, che si è risolta in re maggiore.
Il secondo motivo è una figura melodica che contrappone duine e terzine, fissata all'apertura della sinfonia (e per tutto il primo movimento) alle parole And, on its limitless heaving breast... (E, sul suo seno ansimante senza limiti...). Nel metodo comune di conteggio dei ritmi musicali lo schema potrebbe essere definito come "uno due e tre-due-tre quattro", a dimostrazione del fatto che la seconda battuta è divisa in ottave (su on its) e la terza battuta è divisa in triplette (su limitless).

## Accoglienza ed eredità
L'impatto di A Sea Symphony si manifesta non solo nella vita del compositore (la sua prima sinfonia e la sua prima opera di così vasta scala), ma anche nel nuovo supporto e apprezzamento della sinfonia inglese e della musica inglese del XX secolo in generale. Il libro di Hugh Ottaway, Vaughan Williams Symphonies presenta la seguente osservazione nella sua introduzione:
Nell'articolo di Grove su Vaughan Williams, Ottaway e Frogley chiamano l'opera:
Ursula Vaughan Williams, in quella che è diventata la biografia definitiva di suo marito Ralph Vaughan Williams, scrive della sua filosofia in senso più generale:

### Approfondimenti
- Clark, F. R. C. "The Structure of Vaughan Williams' 'Sea' Symphony". The Music Review 34, no. 1 (February 1973): 58–61.
- Heffer, Simon. Vaughan Williams. Boston: Northeastern University Press, 2000.
- Howes, Frank. The Music of Vaughan Williams. London: Oxford University Press, 1954.
- McGuire, Charles Edward. "Vaughan Williams and the English Music Festival, 1910." In Vaughan Williams Essays. Edited by Byron Adams and Robin Wells. Aldershot and Brookfield, VT: Ashgate Press, 2003. pp. 235–268.
- Mellers, Wilfrid. Vaughan Williams and the Vision of Albion. London: Barrie & Jenkins, 1989. See esp. chap. 1, “The Parlour and the Open Sea: Conformity and Nonconformity in Toward the Unknown Region and A Sea Symphony.”
- Vaughan Williams, Ursula and Imogen Holst, eds. Heirs and Rebels: Letters written to each other and occasional writings on music by Ralph Vaughan Williams and Gustav Holst. London: Oxford University Press, 1959.

### Incisioni
Ci sono 20 incisioni:
- Sir Adrian Boult, direttore—Dame Isobel Baillie, soprano; John Cameron, baritono; con London Philharmonic Choir; London Philharmonic; Decca LXT 2907-08 (Kingsway Hall, 1953–54 over New Year’s)
- Sir Malcolm Sargent—Blighton (sop)/Cameron (bar)/choruses/BBC SO; Carlton BBC Radio Classics 15656 9150-2 (Sept. 22, 1965)
- Boult — Armstrong (sop)/Case (bar)/LP Choir/LPO, HMV SLS 780 (Kingsway Hall, Sept. 23–26, 1968)
- André Previn, direttore—Heather Harper, soprano; John Shirley-Quirk, baritono; with London Symphony Orchestra and Chorus; RCA Red Seal SER 5585 (Kingsway Hall, Feb. 9–16, 1970)
- Kazuyoshi Akiyama, direttore—Sakae Himoto, soprano; Koichi Tajiona, baritono; with Osaka Philharmonic and Chorus; Nippon Columbia OP 7103 (Festival Hall, Osaka, July 13, 1973)
- Gennadi Rozhdestvensky, direttore—Smoryakova, soprano; Vasiliev, baritono; with USSR Ministry of Culture Symphony Orchestra; Leningrad Musical Society Choir and Rimsky-Korsakov Musical School Choir; Melodiya SUCD 10-00234 (Grand Hall of Leningrad Philharmony, April 30, 1988)
- Vernon Handley, direttore—Joan Rodgers, soprano; William Shimell, baritono; Liverpool Philharmonic Choir; Royal Liverpool Philharmonic Orchestra; EMI Eminence CD EMX 2142 (Philharmonic Hall, Liverpool, July 27–29, 1988)
- Richard Hickox—Marshall (sop)/Roberts (bar)/LS Chorus/Philharmonia; Virgin VC7 90843-2 (All Saints Church, Tooting, Feb. 27 to March 2, 1989)
- Bernard Haitink—Felicity Lott, soprano; Jonathan Summers, baritono; con London Philharmonic Choir; Cantilena; London Philharmonic; EMI CDC 7 49911 2 (Abbey Road, March 19–21, 1989)
- Bryden Thomson—Kenny (sop)/Rayner Cook (bar)/LS Chorus/LSO; Chandos CHAN 8764 (St Jude-on-the-Hill, Hampstead, June 19–22, 1989)
- Leonard Slatkin—Valente (sop)/Allen (bar)/Philharmonia Chorus/Philharmonia; RCA Red Seal 09026-61197-2 (Abbey Road, June 19–20, 1992)
- Sir Andrew Davis—Roocroft (sop)/Hampson (bar)/BBC Symphony Chorus/BBC SO; Teldec 4509-94550-2 (Blackheath Halls, London, Feb. 1994)
- Slatkin—Rodgers (sop)/Keenlyside (bar)/choruses/BBC SO; BBC Music Magazine MM 244 (Royal Albert Hall, Sept. 10, 2001)
- Robert Spano, direttore—Christine Goerke, soprano; Brett Polegato, baritono; Atlanta Symphony Orchestra e Coro; Telarc CD 80588 (Symphony Hall, Atlanta, Nov. 10–11, 2001); winner of 2003 Grammy Award for Best Classical Album
- Paul Daniel, direttore—Rodgers, soprano; Christopher Maltman, baritono; con Bournemouth Symphony Orchestra& Chorus; Naxos 8.557059 (Poole Arts Centre, Jan. 8–10, 2002)
- Hickox—Gritton (sop)/Finley (bar)/LS Chorus/LSO; Chandos CHSA 5047 (Barbican Hall, June 3–4, 2006)
- Howard Arman—McGreevy (sop)/Hakala (bar)/MDR Rundfunkchor/MDR Sinfonie-Orchester; Querstand VKJK 0731 (Gewandhaus, Leipzig, Feb. 4, 2007)
- Sir Mark Elder, direttore—Katherine Broderick, soprano; Roderick Williams, baritono; Hallé Orchestra and Choir; Hallé CD HLL 7542 (Bridgewater Hall, March 2014)
- Martyn Brabbins—Llewellyn (sop)/Farnsworth (bar)/BBC Symphony Chorus/BBC SO; Hyperion CDA 68245 (Blackheath Halls, London, Oct. 14–15, 2017)
- Andrew Manze—Fox (sop)/Stone (bar)/Liverpool Phil Choir/RLPO; Onyx 4185 (Philharmonic Hall, Liverpool, Nov. 2017)